# The Rising Tour
The Rising Tour – trasa koncertowa Bruce’a Springsteena, która  promowała album artysty The Rising. Trwała od 7 sierpnia 2002 do 4 października 2003 i objęła Europę, Amerykę Północną i Australię.

## Muzycy
- Bruce Springsteen – wokal prowadzący, dużo prowadzących gitar, harmonijka ustna, czasami fortepian
- Roy Bittan – fortepian, syntezatory
- Clarence Clermons – saksofon, tło wokalne, dudy
- Danny Federici – organy, elektroniczne dzwonki, akordeon
- Nils Lofgren – gitary, elektryczna gitara hawajska, dobro, banjo, tło wokalne
- Patti Sciaffa – gitara akustyczna, tło wokalne, wokal w duecie, gitara elektryczna
- Garry Tallent – gitara basowa
- Soozie Tyrell – skrzypce, instrumenty perkusyjne, tło wokalne
- Steven Van Zandt – gitary, mandolina, tło wokalne
- Max Weinberg – perkusja

## Daty koncertów
1. 7 sierpnia 2002 – East Rutherford, New Jersey, USA – Continental Airlines Arena
2. 10 sierpnia 2002 – Waszyngton, USA – MCI Center
3. 12 sierpnia 2002 – Nowy Jork – Madison Square Garden
4. 14 sierpnia 2002 – Cleveland, Ohio, USA – Gund Arena
5. 15 sierpnia 2002 – Auburn Hills, Michigan, USA – The Palace of Auburn Hills
6. 18 sierpnia 2002 – Paradise, Nevada, USA – Thomas & Mack Center
7. 20 sierpnia 2002 – Portland, Oregon, USA – Rose Garden Arena
8. 21 sierpnia 2002 – Tacoma, Waszyngton, USA – Tacoma Dome
9. 24 sierpnia 2002 – Inglewood, Kalifornia, USA – Kia Forum
10. 25 sierpnia 2002 – Phoenix, Arizona, USA – America West Arena
11. 27 sierpnia 2002 – San Jose, Kalifornia, USA – San Jose Arena
12. 30 sierpnia 2002 – St. Louis, Missouri, USA – Savvis Center
13. 22 września 2002 – Denver, Kolorado, USA – Pepsi Center
14. 24 września 2002 – Kansas City, Missouri, USA – Kemper Arena
15. 25 września 2002 – Chicago, Illinois, USA – United Center
16. 27 września 2002 – Milwaukee, Wisconsin, USA – Bradley Center
17. 29 września 2002 – Fargo, Dakota Północna, USA – Fargodome
18. 30 września 2002 – Saint Paul, Minnesota, USA – Xcel Energy Center
19. 4 października 2002 – Boston, Massachusetts, USA – FleetCenter
20. 6 października 2002 – Filadelfia, Pensylwania, USA – First Union Center
21. 7 października 2002 – Buffalo, Nowy Jork, USA – HSBC Arena
22. 14 października 2002 – Paryż, Francja – Palais Omnisports de Paris-Bercy
23. 16 października 2002 – Barcelona, Hiszpania – Palau Sant Jordi
24. 18 października 2002 – Bolonia, Włochy – PalaMalaguti
25. 20 października 2002 – Berlin, Niemcy – Velodrom
26. 22 października 2002 – Rotterdam, Holandia – Ahoy Rotterdam
27. 24 października 2002 – Sztokholm, Szwecja – Ericsson Globe
28. 27 października 2002 – Londyn – Wembley Arena
29. 3 listopada 2002 – Dallas, Teksas, USA – American Airlines Center
30. 4 listopada 2002 – Houston, Teksas, USA – The Summit
31. 12 listopada 2002 – Cincinnati, Ohio, USA – U.S. Bank Arena
32. 14 listopada 2002 – Lexington, Kentucky, USA – Rupp Arena
33. 16 listopada 2002 – Greensboro, Karolina Północna, USA – Greensboro Coliseum
34. 19 listopada 2002 – Birmingham, Alabama, USA – BJCC Arena
35. 21 listopada 2002 – Orlando, Floryda, USA – TD Waterhouse Centre
36. 23 listopada 2002 – Miami, Floryda, USA – American Airlines Arena
37. 24 listopada 2002 – Tampa, Floryda, USA – Ice Palace
38. 2 grudnia 2002 – Atlanta, Georgia, USA – Philips Arena
39. 4 grudnia 2002 – Pittsburgh, Pensylwania, USA – Mellon Arena
40. 5 grudnia 2002 – Toronto, Ontario, Kanada – Air Canada Centre
41. 8 grudnia 2002 – Charlotte, Karolina Północna, USA – Charlotte Coliseum
42. 9 grudnia 2002 – Columbia, Karolina Południowa, USA – Carolina Coliseum
43. 13 grudnia 2002 – Albany, Nowy Jork, USA – Pepsi Arena
44. 16 grudnia 2002 – Columbus, Ohio, USA – Jerome Schottenstein Center
45. 17 grudnia 2002 – Indianapolis, Indiana, USA – Consesco Fieldhouse
46. 28 lutego 2003 – Duluth, Georgia, USA – Arena at Gwinnett Center
47. 2 marca 2003 – Austin, Teksas, USA – Frank Erwin Center
48. 4 marca 2003 – Jacksonville, Floryda, USA – Jacksonville Coliseum
49. 6 marca 2003 – Richmond, Wirginia, USA – Richmond Coliseum
50. 7 marca 2003 – Atlantic City, New Jersey, USA – Boardwalk Hall
51. 10 marca 2003 – Providence, Rhode Island, USA – Dunkin Donuts Center
52. 11 marca 2003 – Rochester, Nowy Jork, USA – Blue Cross Arena
53. 20 marca 2003 – Melbourne, Australia – TelstraDome
54. 22 marca 2003 – Sydney, Australia – Sydney Cricket Ground
55. 25 marca 2003 – Brisbane, Australia – Brisbane Entertainment Centre
56. 26 marca 2003 – Brisbane, Australia - Brisbane Entertainment Centre
57. 28 marca 2003 – Auckland, Nowa Zelandia – Western Springs Stadium
58. 9 kwietnia 2003 – Sacramento, Kalifornia, USA – ARCO Arena
59. 11 kwietnia 2003 – Vancouver, Kolumbia Brytyjska – Pacific Coliseum
60. 13 kwietnia 2003 – Calgary, Alberta, Kanada – Pengrowth Saddledome
61. 14 kwietnia 2003 – Edmonton, Alberta, Kanada – Skyreach Centre
62. 18 kwietnia 2003 – Ottawa, Ontario, Kanada – Corel Centre
63. 19 kwietnia 2003 – Montreal, Quebec, Kanada – Bell Centre
64. 6 maja 2003 – Rotterdam, Holandia – Feyenoord Stadion
65. 8 maja 2003 – Rotterdam, Holandia – Feyenoord Stadion
66. 10 maja 2003 – Ludwigshafen, Niemcy – Sudweststadion
67. 12 maja 2003 – Bruksela, Belgia – King Baudouin Stadium
68. 15 maja 2003 – Gijon, Hiszpania – El Molinon
69. 17 maja 2003 – Barcelona, Hiszpania – Estadi Olimpic de Montjuic
70. 19 maja 2003 – Madryt, Hiszpania – Estadio La Peineta
71. 22 maja 2003 – Gelsenkirchen, Niemcy – Veltins-Arena
72. 24 maja 2003 – Paryż, Francja – Stade de France
73. 26 maja 2003 – Londyn, Anglia – Crystal Palace National Sports Centre
74. 27 maja 2003 – Londyn, Anglia – Crystal Palace National Sports Centre
75. 29 maja 2003 – Manchester, Anglia – Old Trafford Cricket Ground
76. 31 maja 2003 – Dublin, Irlandia – RDS Arena
77. 8 czerwca 2003 – Florencja, Włochy – Stadio Artemio Franchi
78. 10 czerwca 2003 – Monachium, Niemcy – Olympiastadion
79. 12 czerwca 2003 – Hamburg, Niemcy – Volkparkstadion
80. 14 czerwca 2003 – Kopenhaga, Dania – Parken Stadium
81. 16 czerwca 2003 – Helsinki, Finlandia – Helsinki Olympic Stadium
82. 17 czerwca 2003 – Helsinki, Finlandia - Helsinki Olympic Stadium
83. 19 czerwca 2003 – Oslo, Norwegia – Valle Hovin
84. 21 czerwca 2003 – Göteborg, Szwecja – Ullevi Stadium
85. 22 czerwca 2003 – Göteborg, Szwecja - Ullevi Stadium
86. 25 czerwca 2003 – Wiedeń, Austria – Ernst-Happel-Stadion
87. 28 czerwca 2003 – Mediolan, Włochy – Stadio San Siro
88. 15 lipca 2003 – East Rutherford, New Jersey, USA – Giants Stadium
89. 17 lipca 2003 – East Rutherford, New Jersey, USA – Giants Stadium
90. 18 lipca 2003 – East Rutherford, New Jersey, USA – Giants Stadium
91. 21 lipca 2003 – East Rutherford, New Jersey, USA – Giants Stadium
92. 24 lipca 2003 – East Rutherford, New Jersey, USA – Giants Stadium
93. 26 lipca 2003 – East Rutherford, New Jersey, USA – Giants Stadium
94. 27 lipca 2003 – East Rutherford, New Jersey, USA – Giants Stadium
95. 1 sierpnia 2003 – Foxborough, Massachusetts, USA – Gillette Stadium
96. 2 sierpnia 2003 – Foxborough, Massachusetts, USA – Gillete Stadium
97. 6 sierpnia 2003 – Pittsburgh, Pensylwania, USA – PNC Park
98. 8 sierpnia 2003 – Filadelfia, Pensylwania, USA – Lincoln Finacial Field
99. 9 sierpnia 2003 – Filadelfia, Pensylwania, USA – Lincoln Financial Field
100. 11 sierpnia 2003 – Filadelfia, Pensylwania, USA – Lincolnc Financial Field
101. 13 sierpnia 2003 – Chicago, Illinois, USA – Comiskey Park
102. 16 sierpnia 2003 – San Francisco, Kalifornia, USA – Pacific Bell Park
103. 17 sierpnia 2003 – Los Angeles, Kalifornia, USA – Dodger Stadium
104. 28 sierpnia 2003 – East Rutherford, New Jersey, USA – Giants Stadium
105. 30 sierpnia 2003 – East Rutherford, New Jersey, USA – Giants Stadium
106. 31 sierpnia 2003 – East Rutherford, New Jersey, USA – Giants Stadium
107. 6 września 2003 – Boston, Massachusetts, USA – Fenway Park
108. 7 września 2003 – Boston, Massachusetts, USA – Fenway Park
109. 10 września 2003 – Toronto, Ontario, Kanada – Skydome
110. 13 września 2003 – Waszyngton, USA – FedEx Field
111. 14 września 2003 – Chapel Hill, Karolina Północna, USA – Kenan Stadium
112. 16 września 2003 – East Hartford, Connecticut, USA – Renstchler Field
113. 18 września 2003 – East Hartford, Connecticut, USA – Renstchler Field
114. 20 września 2003 – Corfu, Nowy Jork, USA – Darien Lake Performings Arts Center
115. 21 września 2003 – Detroit, Michigan, USA – Comerica Park
116. 25 września 2003 – Denver, Kolorado, USA – Invesco Field at Mile High
117. 27 września 2003 – Milwaukee, Wisconsin, USA – Miller Park
118. 1 października 2003 – New York City, Nowy Jork, USA – Shea Stadium
119. 3 października 2003 – New York City, Nowy Jork, USA – Shea Stadium
120. 4 października 2003 – New York City, Nowy Jork, USA – Shea Stadium